# Protographium asius
Protographium asius är en fjärilsart som först beskrevs av Fabricius 1781.  Protographium asius ingår i släktet Protographium och familjen riddarfjärilar. Inga underarter finns listade i Catalogue of Life.